# Edward Narbutt-Narbuttowicz
Edward Narbutt-Narbuttowicz (ur. 1912, zm. 1965) – kapłan Polskiego Narodowego Kościoła Katolickiego w Stanach Zjednoczonych i Kanadzie (od 1951 w Polsce, pod nazwą: Kościół Polskokatolicki).

## Życiorys

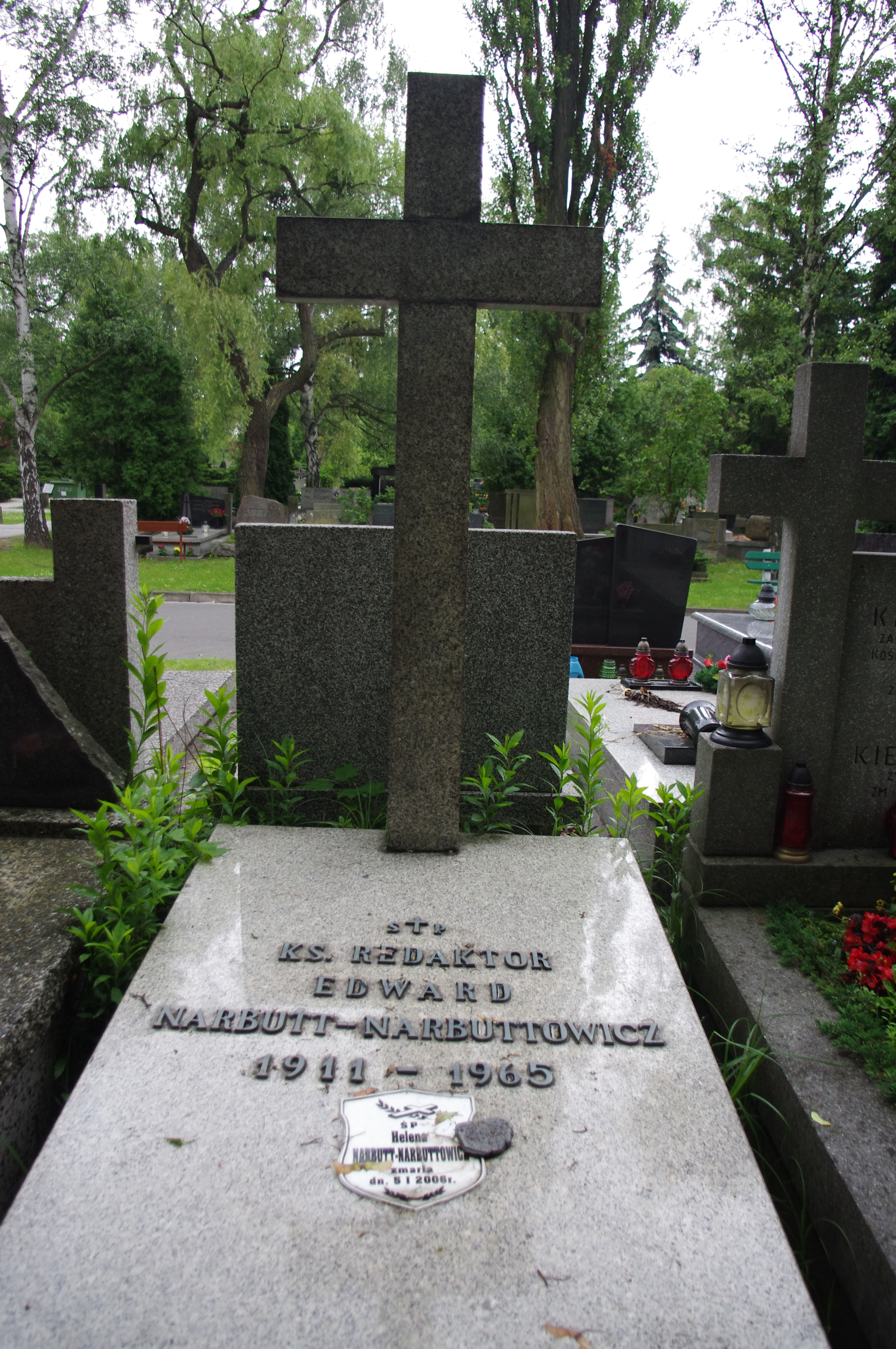
Grób ks. Edwarda Narbutt-Narbuttowicza na Cmentarzu Wojskowym na Powązkach w Warszawie

Od 10 lipca 1936 do 1945 ks. Edward Narbuttowicz był proboszczem parafii polskokatolickiej w Łomży. W latach 1945–1951 administrował parafią katedralną św. Ducha w Warszawie. 
Ks Narbuttowicz wraz z bp Padewskim zostali aresztowani w 1951 r. przez komunistyczną służbę bezpieczeństwa i przez długi czas byli katowani za obronę niezależności PNKK od władzy ludowej w więzieniu na Rakowieckiej w Warszawie, w wyniku czego bp Padewski stracił życie. Edwardowi Narbuttowi sąd postawił absurdalny zarzut współpracy podczas II wojny światowej z Gestapo i szpiegostwa przeciw Polsce na rzecz Wielkiej Brytanii. Początkowo ksiądz Edward został skazany na karę śmierci, którą jednak zamieniono na karę dożywocia, a następnie na karę 15 lat więzienia. W 1956 r. został zwolniony z więzienia. 13 września 1961 r. Edward Narbutt-Narbuttowicz został wikariuszem generalnym diecezji krakowsko-częstochowskiej Kościoła Polskokatolickiego w PRL. Pochowany na cmentarzu Powązki Wojskowe w Warszawie (kwatera D-10-15).